# Kupferstrang
Der Kupferstrang ist ein Nebenfluss der Innerste in Hildesheim. Ursprünglich war es ein durch Flussspaltung entstandener Arm der Innerste, der 1311 zum nördlichen Befestigungsgraben der Dammstadt wurde und zusammen mit Innerste, Trillke- und Blänkebach die Stadt Hildesheim umschloss.
Aus dem Mittelalter sind unterschiedliche Verläufe des Gewässers überliefert, da der gesamte Raum zum Überschwemmungsgebiet der Innerste gehörte, wodurch die Position der Seitenarme des Flusses im Laufe der Zeit erheblich differierte. Auch wurde die Lage des Kupferstrangs mehrfach künstlich korrigiert. Beschrieben wird zum einen ein Verlauf im weiten Bogen nach Südwesten, dann unter dem Moritzberg nach Norden abbiegend; zum anderen weiter flussabwärts von der Innerste abzweigend in relativ gerader Westlinie auf den Moritzberg zulaufend bis zur Nordabbiegung. (siehe Karte)
Seinen Namen hat der Kupferstrang von einer durch sein Wasser angetriebenen Kupfermühle. Schon 1451 ist eine solche Anlage an der Trillke belegt. Direkt am Kupferstrang entstand mit Genehmigung des Hildesheimer Bischof Henning von Haus 1480 eine kurzlebige, privat betriebene Kupfermühle, die bereits 1482 durch bischöfliche Truppen im Zuge einer Auseinandersetzung zwischen der Stadt Hildesheim und ihrem Bischof Berthold II. von Landsberg wieder zerstört wurde.
Die Wasserkraft des Kupferstrangs wurde aber schon früher genutzt: Wahrscheinlich bereits im 11. Jahrhundert wurde an ihm die Moritzberger Bergmühle errichtet, die im Jahr 1500 in den Besitz der Stadt Hildesheim überging. Ab 1598 stand in deren Nähe auch die bischöfliche Münzstätte, die aber schon 1632, während des Dreißigjährigen Kriegs, zerstört wurde. Die Bergmühle wurde 1633 niedergebrannt und konnte erst 1651 wieder in Betrieb genommen werden. Sie bestand bis 1857. An ihre Stelle traten nacheinander noch mehrere Industriebetriebe, die das Kupferstrangwasser nutzten: eine Flachsfabrik, eine Jutespinnerei und ab 1876 eine Kautschuk- bzw. Gummifabrik.
Der in Ost-West-Richtung südlich der Michelsenschule verlaufende Abschnitt wurde erst Ende der 1920er Jahre zugeschüttet. Die heutige Straße Am Kupferstrange erhielt ihren Namen 1938.